# Oldsmobile Cutlass Supreme
Der Oldsmobile Cutlass Supreme war ein PKW der oberen Mittelklasse, der von Frühjahr 1967 bis Ende 1997 von Oldsmobile, einer Marke von General Motors, gebaut wurde.
Anfangs stellte er nur eine Ausstattungsvariante des Modell Cutlass dar, im Gegensatz zum einfachen Cutlass war der Cutlass Supreme mit einem Hochleistungsmotor ausgestattet und bis Anfang 1974 nicht als Kombi verfügbar.
Nachdem der Cutlass im Spätsommer 1981 durch den Oldsmobile Cutlass Ciera abgelöst worden war, wurde der Cutlass Supreme als eigenständige Baureihe weiter hergestellt.

## Modellgeschichte

### Cutlass Supreme (1967)
Der Cutlass Supreme wurde zusammen mit dem leistungsschwächeren Modell Cutlass vorgestellt. Er war als viertürige Limousine  bzw. viertürige Hardtop-Limousine zweitüriges Sportcoupé, zweitüriges Hardtop-Coupé und zweitüriges Cabriolet verfügbar.
Der Motor des Cutlass Supreme, ein V8 mit 5408 cm³ Hubraum, war im Prinzip auch im Cutlass und im Delmont 88-330 erhältlich, aber nur mit 250 PS. Im Cutlass Supreme leistete er dank Rochester-Doppel-Registervergaser 320 PS (235 kW) bei 4800 min−1.
Der Stil der Karosserien entsprach dem des Cutlass. Die Fahrzeugfront zeigte Doppelscheinwerfer, die etwas zurückgesetzt und mit Positionsleuchten zwischen Haupt- und Fernscheinwerfern in einem breiten Kühlergrill mit horizontaler, verchromter Mittelstrebe saßen. Zeittypisch war auch der „Hüftschwung“ über den hinteren Radausschnitten und das konkav geformte Heck.

### Cutlass Supreme (1968–1972)
Wie beim Cutlass, bekamen 1968 die Zweitürer ein kürzeres Fahrgestell mit 2845 mm Radstand. Es wurden nur noch drei Karosserien angeboten: Das zweitürige Sportcoupé, die viertürige Limousine und die viertürige Hardtop-Limousine. Wie schon die großen Oldsmobile-Modelle im Vorjahr, bekamen die kleinen in diesem Jahr auch eine neue Fahrzeugfront mit deutlich hervorgehobener Nase; die Positionsleuchten zwischen den Scheinwerfern blieben zunächst erhalten. Anstatt der zweiteiligen Rückleuchten des Vorjahres gab es schmale, einteilige Exemplare, die waagerecht über dem hinteren Stoßfänger angeordnet waren.
1969 verschwanden die Positionsleuchten zwischen den Scheinwerfern und die schmälere Nase war lackiert. Der verbleibende Kühlergrill trug vertikale Chromstäbe.
1970 wurden das Coupé und die normale Limousine nicht mehr angeboten; dafür kam zur verbleibenden Hardtop-Limousine ein zweitüriges Hardtop-Coupé und ein zweitüriges Cabriolet dazu. Die runden Doppelscheinwerfer saßen in rechteckigen, verchromten Rahmen und die schmalen, waagerechten Rückleuchten waren zwei senkrechten Doppelstreifenleuchten gewichen, die ganz im weit hochgezogenen Heckstoßfänger integriert waren. Sowohl die Wagen mit kurzem als auch mit langem Fahrgestell legten um 2″ (51 mm) in der Länge zu.
1971 wurde die Fahrzeugfront leicht umgestaltet. Der Kühlergrill wurde etwas höher und wuchtiger. Der Motor leistete nur noch 260 PS (191 kW) bei 4600 min−1.
1972 waren es noch 180 PS (132 kW) bei 4000 min−1. Stilistische Änderungen gab es kaum, die Scheinwerfer wurden von schwarzen Rahmen eingefasst und die Rückleuchten in jeweils sechs Segmente aufgeteilt.

### Cutlass Supreme (1973–1977)
Im Frühjahr 1973 wurde der Cutlass Supreme analog zum Cutlass komplett überarbeitet.
Seine Front trug nun einzelne, runde Scheinwerfer in quadratischen, verchromten Rahmen. Die lackierte Nase blieb erhalten. Dazwischen gab es zwei Kühlergrille in Form eines breiten, nach unten offenen Hufeisens. Der „Hüftschwung“ war ebenso verschwunden wie das Hardtop-Modell. Dafür gab es wieder das Coupé und die Limousine mit B-Säulen. Der V8-Motor mit 180 PS (132 kW) wurde vom Vorjahresmodell übernommen.

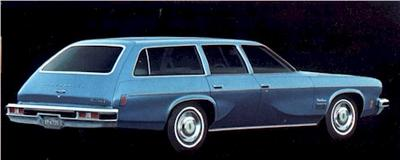
Oldsmobile Cutlass Supreme Cruiser (1974–1975)

Anfang 1974 wurde der Kombi der kleinen Baureihe, der bisher als Vista Cruiser angeboten wurde, zusätzlich mit vereinfachter Ausstattung (z. B. ohne Holzimitat an den Fahrzeugflanken) auch als Cutlass Supreme Cruiser angeboten.
Im Sommer 1974 gab es für alle Cutlass ein kleines Facelift. Der Kühlergrill wurden rechteckig und etwas schmäler, sodass sich zwischen ihnen und den Hauptscheinwerfern Platz für quadratische Positionslichter ergab.
Ab 1975 waren diese wieder verschwunden und die Grille wieder etwas breiter.
1976 verschaffte ein weiteres Facelift dem Cutlass Supreme rechteckige Doppelscheinwerfer, die über den flachen Positions-/Blinkleuchten angeordnet waren. Die lackierte Nase hatte immer noch Bestand, aber die Kühlergrille waren zu Feldern von je acht senkrechten Schlitzen mutiert, die sich bis in den waagerechten Teil vor der Motorhaube erstreckten.
Der Cutlass sah in diesem Jahr noch etwas anders aus und erhielt erst 1977 die Optik des Cutlass Supreme. Die Leistung des V8-Motors schrumpfte auf 170 PS (125 kW). 1977 gab es keine weiteren Änderungen.

### Cutlass Supreme (1978–1988)
1978 wurde ein komplett neuer Cutlass mit deutlich geschrumpften Maßen vorgestellt.
Diesen Wagen gab es nur noch als zweitüriges Coupé. Die Fahrzeugfront unterschied sich deutlich von der des Cutlass. Zwar hatte er auch einfache, rechteckige Scheinwerfer, der Kühlergrill erstreckte sich aber wie im Vorjahr in den waagerechten Bereich vor der Motorhaube.
Die Motorisierung entsprach der des Cutlass. Standardmotorisierung war ein V6 mit 3785 cm³ Hubraum, der schon im Vorjahr für den Cutlass verfügbar war und 105 PS (77 kW) bei 3400 min−1 abgab.
Auf Wunsch gab es drei V8-Motoren zur Auswahl: Ein V8 mit 4261 cm³ Hubraum und 110 PS (81 kW) bei 3.400 min−1, sowie ein V8 mit 4998 cm³ Hubraum und 145 PS (107 kW) oder 160 PS (118 kW) Leistung bei 3.800 min−1. Wie die anderen Cutlass-Versionen, war auch der Cutlass Supreme als Brougham verfügbar.
1979 änderte sich stilistisch nichts an den Fahrzeugen, aber die Motorenauswahl wurde nochmals größer. Fünf verschiedene Triebwerke gab es zur Auswahl, darunter erstmals auch ein Diesel.
- V6, 3785 cm³, 115 PS (85 kW) bei 3800 min−1
- V8, 4260 cm³, 105 PS (77 kW) bei 3600 min−1
- V8, 4932 cm³, 135 PS (99 kW) bei 3800 min−1
- V8, 4998 cm³, 160 PS (118 kW) bei 4000 min−1
- V8-Diesel, 4260 cm³, 90 PS (66 kW) bei 3600 min−1

1980 änderte sich wiederum wenig am Aussehen der Fahrzeuge. Zum Coupé gab es jetzt auch eine viertürige Limousine als LS. Erneut wurden fünf verschiedene Motoren angeboten:
- V6, 3785 cm³, 110 PS (81 kW) bei 3800 min−1
- V8, 4260 cm³, 105 PS (77 kW) bei 3600 min−1
- V8, 4998 cm³, 155 PS (114 kW) bei 4000 min−1
- V8, 5031 cm³, 150 PS (110 kW) bei 3600 min−1
- V8-Diesel, 5735 cm³, 105 PS (77 kW) bei 3200 min−1

1981 wurden die Karosserien komplett überarbeitet. Es gab wieder Doppelscheinwerfer. Zwischen ihnen erstreckten sich zwei Kühlergrillfelder, mit Kästchen versehen waren und sich nach vorne unten bis in den vorderen Stoßfänger zogen. In der Mitte zeigte sich der bekannte lackierte Steg; das Oldsmobile-Emblem thronte darüber vor der Motorhaube. Damit sahen der Cutlass und der Cutlass Supreme wieder gleich aus. Die großen V8-Motoren waren verschwunden. Es gab nur noch den 3,8-Liter-V6, den 4,3-Liter-V8 und den 5,7-Liter-V8-Diesel.

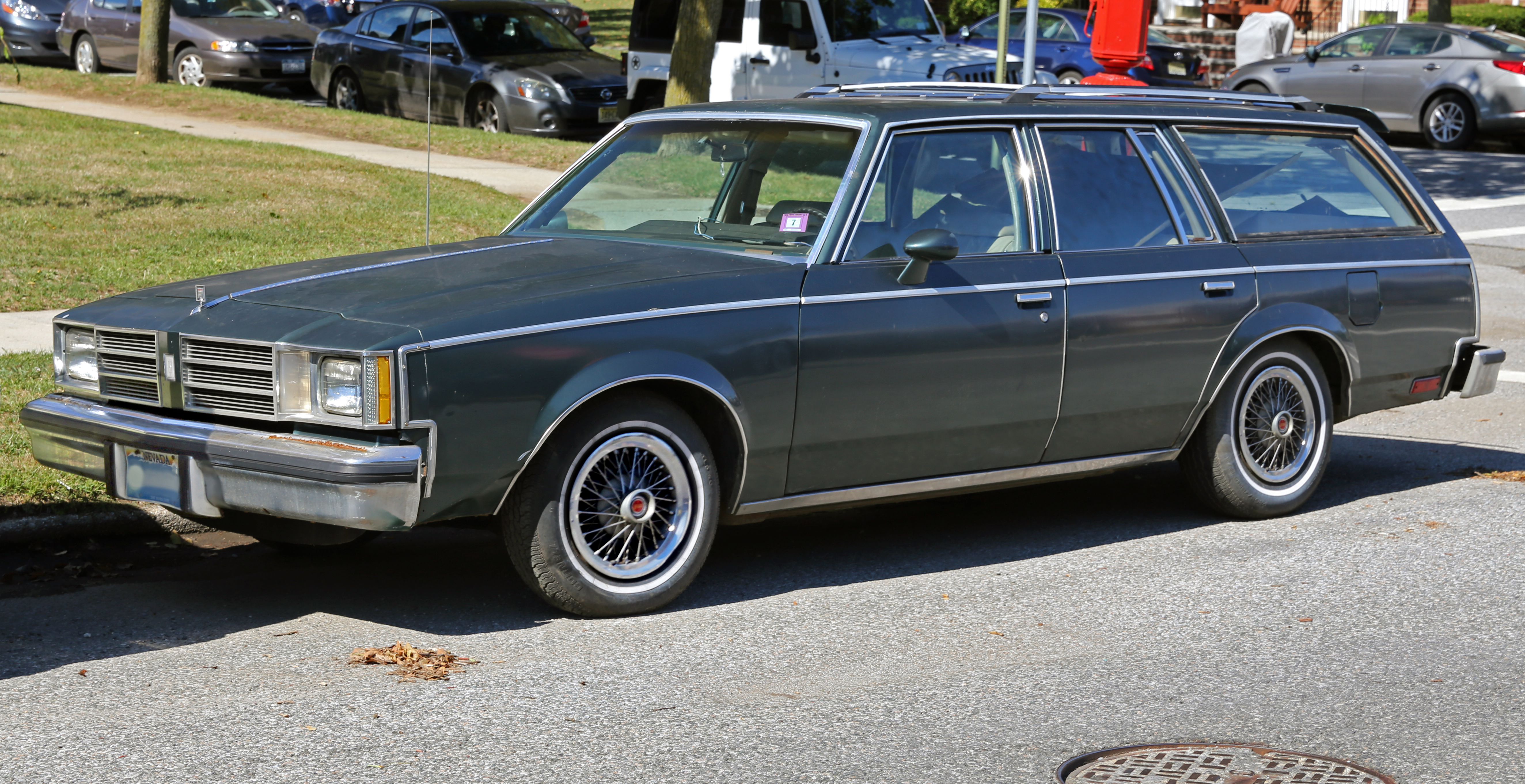
Oldsmobile Cutlass Supreme Cruiser (1981)

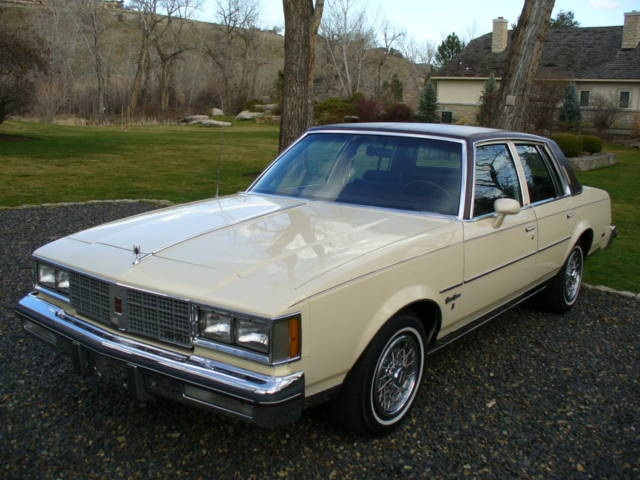
Oldsmobile Cutlass Supreme Brougham (1984)

1982 änderte sich stilistisch wieder wenig, übernahm der Cutlass Supreme den Kombi Cutlass Cruiser wieder vom in diesem Jahr weggefallenen Cutlass. Die Motorenpalette wurde wieder erweitert:
- V6, 3785 cm³, 110 PS (81 kW) bei 3800 min−1
- V8, 4260 cm³, 100 PS (74 kW) bei 3600 min−1
- V8, 5030 cm³, 140 PS (103 kW) bei 4000 min−1 (nur für Cruiser)
- V6-Diesel, 4293 cm³, 85 PS (62,5 kW) bei 3600 min−1 (nicht für Cruiser)
- V8-Diesel, 5735 cm³, 105 PS (77 kW) bei 3200 min−1

1983 gab es wieder Änderungen am Kühlergrill. Während das Coupé im Wesentlichen den Grill aus dem Vorjahr behielt, bekamen Limousine und Kombi einen neuen, senkrecht stehenden, durchgehenden Kühlergrill wie der Cutlass Ciera. Die Motorenpalette änderte sich nicht, nur das 5,0-l-Aggregat war auch für die Limousine (nicht für das Coupé) erhältlich.
1984 wurden wieder nur Änderungen am Kühlergrill vorgenommen. Das Coupé bekam mehr und schmalere senkrechte Chromstäbe, die Limousine einen Kästchengrill im Muster 4 × 3. Der Cruiser entfiel in diesem Jahr, da es beim Cutlass Ciera ein vergleichbares Modell gab. Die Motorauswahl umfasste den 3,8-Liter-V6, den 4,3-Liter-V6-Diesel, den 5,0-Liter-V8 und den 5,7-Liter-V8-Diesel. 1985 behielt das Coupé seinen Kühlergrill, die Limousine einen aufrecht stehenden, schwarzen Einsatz mit breitem vertikalen Chromstreifen in der Mitte und Emblem, sowie je 3 feinen Chromstreifen links und rechts davon. Am Motorenangebot änderte sich nichts.
1986 gab es wiederum nur kosmetische Änderungen. Die beiden Dieselmotoren fielen mangels Kundeninteresse weg, sodass man nur noch die Auswahl zwischen dem 3,8-Liter-V6 und dem 5,0-Liter-V8 hatte. 1987 gab es gar keine Änderungen.
Im Modelljahr 1988 fiel die Limousine weg, nur noch das Coupé in Standard- oder Brougham-Ausführung war lieferbar. Im Unterschied zum neuen Frontantriebsmodell, das im Januar 1988 vorgestellt wurde, hieß das Fahrzeug mit Hinterradantrieb Cutlass Supreme Classic. Es wurde ausschließlich mit dem bekannten 5,0-Liter-V8-Motor verkauft.

### Cutlass Supreme (1988–1997)
Im Januar 1988 wurde der Cutlass Supreme auf Frontantrieb umgestellt. Daraus resultierte ein komplett neues Fahrzeug, das deutlich kleiner ausfiel als der Vorgänger.
Die elegante, keilförmige Karosserie hatte einen niedrigen Kühlergrill mit horizontalen Stäben, der durch eine vertikale Mittelsektion mit Oldsmobile-Emblem unterbrochen war. In den Grill eingesetzt waren Breitbandscheinwerfer. Zunächst gab es nur ein zweitüriges Coupé, das mit einem V6-Motor mit 2834 cm³ Hubraum ausgestattet war, der bei 4500 min−1 125 PS (92 kW) abgab. Neben dem Standardmodell und der LS-Ausführung gab es noch die International Series, die nochmals besser ausgestattet war (z. B. mit lederbezogenen Einzelsitzen). In dieser Konstellation wurde der Wagen auch 1989 hergestellt.
Mitte 1989 wurde das 2,8-Liter-Triebwerk durch einen V6-Motor mit 3130 cm³ Hubraum ersetzt, der 140 PS (103 kW) leistete.
1990 kamen eine viertürige Limousine und ein zweitüriges Cabriolet dazu. Das Cabriolet (nur in Standard-Ausführung und mit Überrollbügel), sowie das Coupé und die Limousine in SL- und International-Series-Ausführung gab es nur mit dem im Vorjahr eingeführten 3,1-Liter-V6. Coupé und Limousine in Standard-Ausführung gab es zusätzlich mit zwei Reihenvierzylindermotoren mit 16 Ventilen, die aus 2261 cm³ Leistungen von 160 PS (118 kW) bzw. 180 PS (132 kW) zogen.
1991 änderte sich stilistisch wenig, aber der 180 PS-Vierzylindermotor fiel wieder weg; dafür kam ein zusätzliches V6-Aggregat mit 3392 cm³ Hubraum und 210 PS (154 kW) Leistung.
1992 bekamen die Wagen einen neuen Kühlerlufteinlass ohne Gitter und der 160-PS-Vierzylindermotor fiel auch weg, sodass nur noch die beiden V6-Aggregate blieben. Die Standard- und SL-Ausstattung wurden durch die neue S-Ausstattung ersetzt. Das Cabriolet gab es nur in Standardausstattung.
1993 legte der 3,1-Liter-V6 an Leistung zu und gab nun 160 PS (118 kW) ab.
1994 fiel die International Series weg, dafür gab es für den „S“ gegen Aufpreis ein „SL“-Ausstattungspaket. 1995 gab es keine Änderungen.
1996 wurde das Cabriolet eingestellt. Die beiden anderen Karosserievarianten waren nur noch in der „SL“-Ausstattung lieferbar.
1997, im 30. und letzten Produktionsjahr, fiel der 3,4-Liter-V6 weg, sodass nur noch der 3,1-Liter-V6 mit 160 bhp lieferbar war. 52.963 Exemplare entstanden noch in diesem Jahr, in 30 Jahren Bauzeit der Modellreihe waren es über 8 Mio. Stück.
Mitte 1997 wurde der Cutlass Supreme eingestellt. Sein Nachfolger wurde ab Sommer desselben Jahres der Oldsmobile Intrigue.

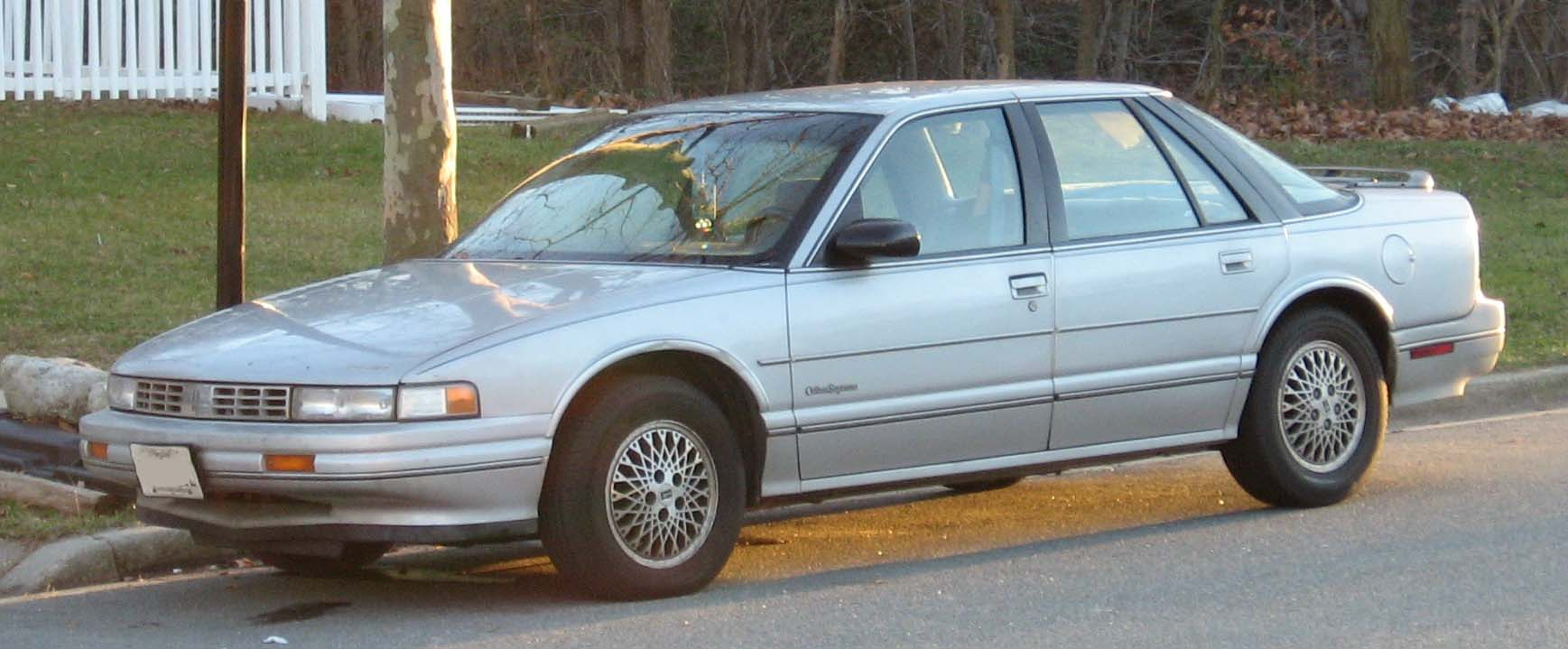
Oldsmobile Cutlass Supreme Sedan (1990–1992)
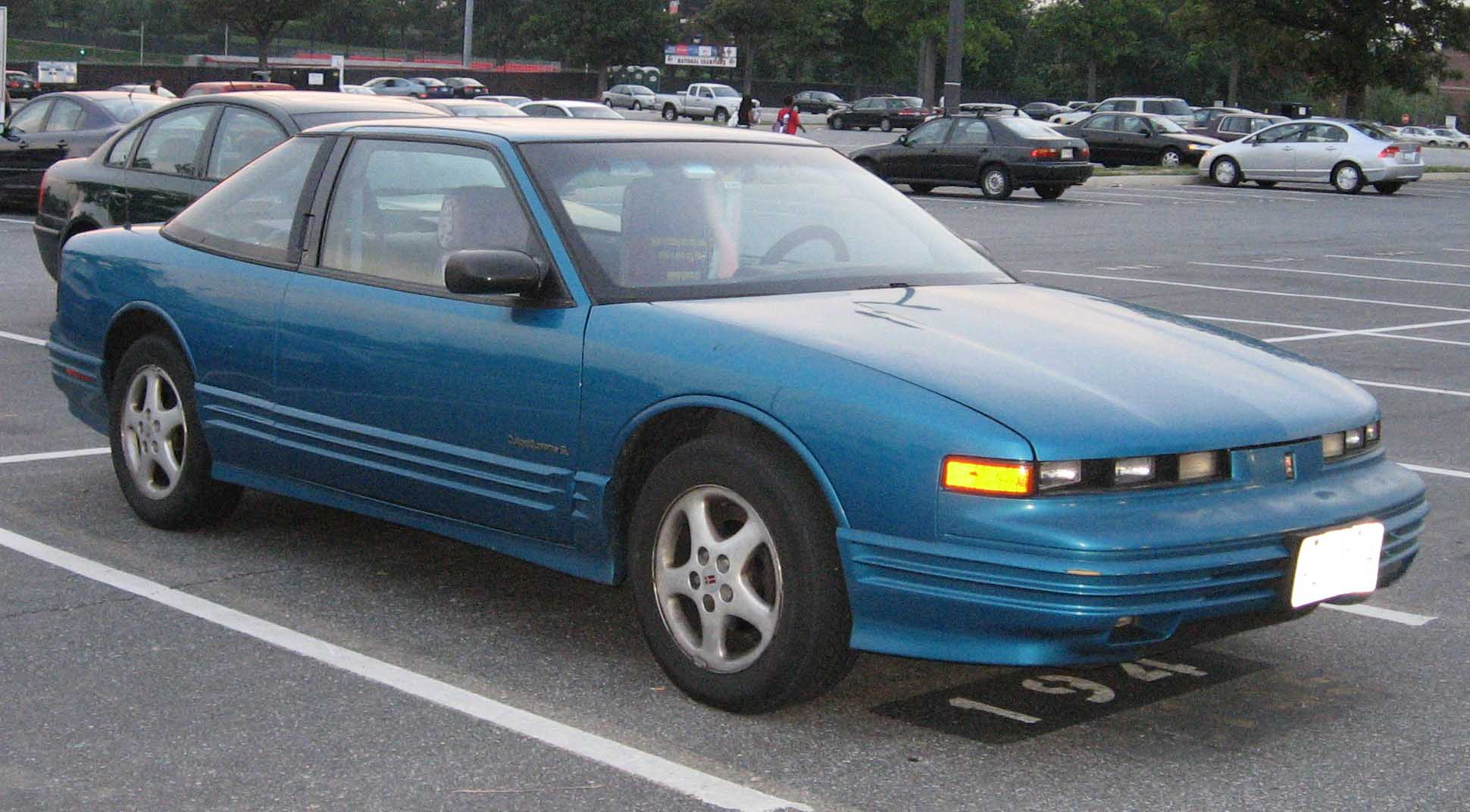
Oldsmobile Cutlass Supreme Coupé (1992–1997)
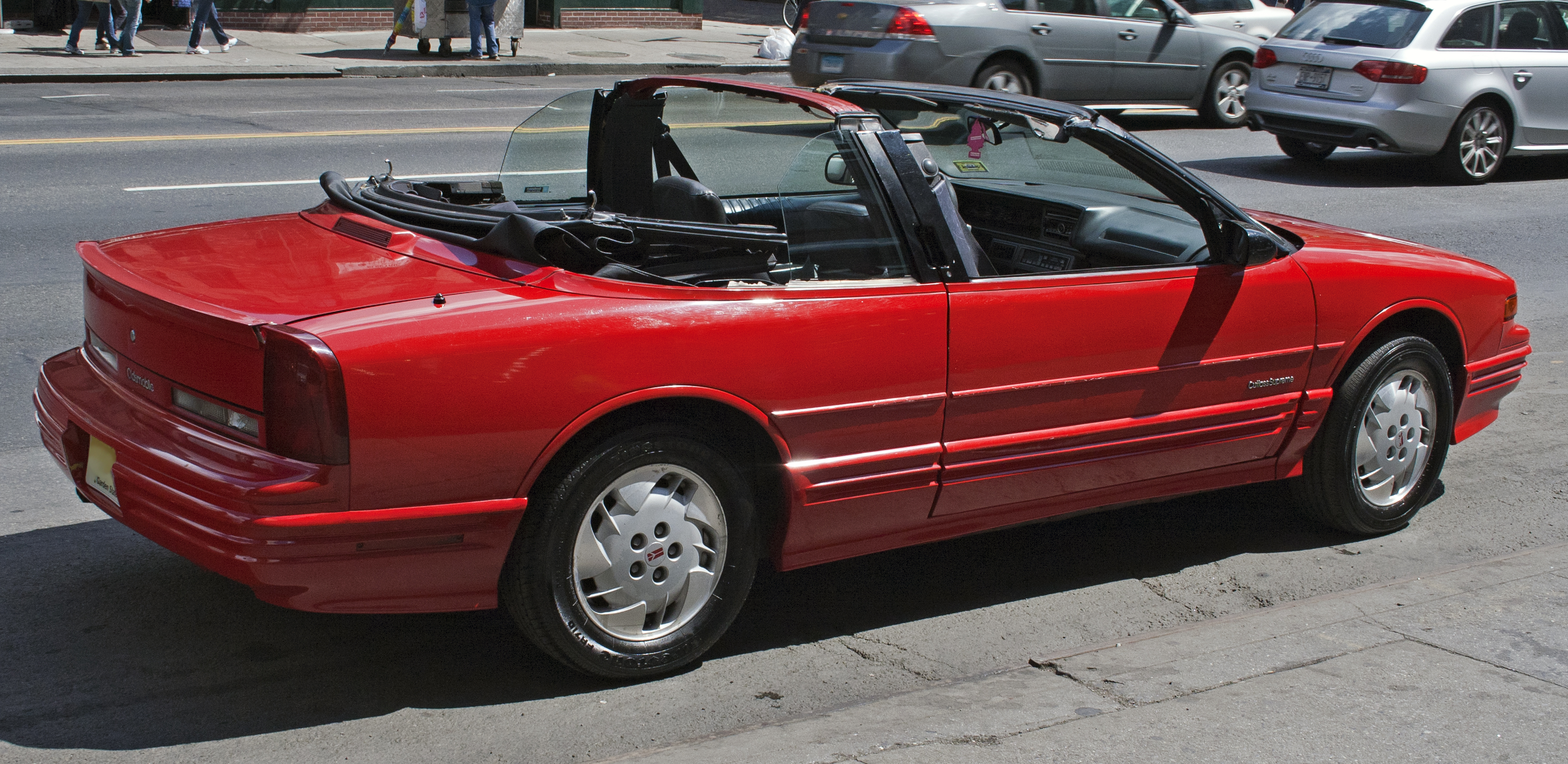
Oldsmobile Cutlass Supreme Convertible (1992–1996)
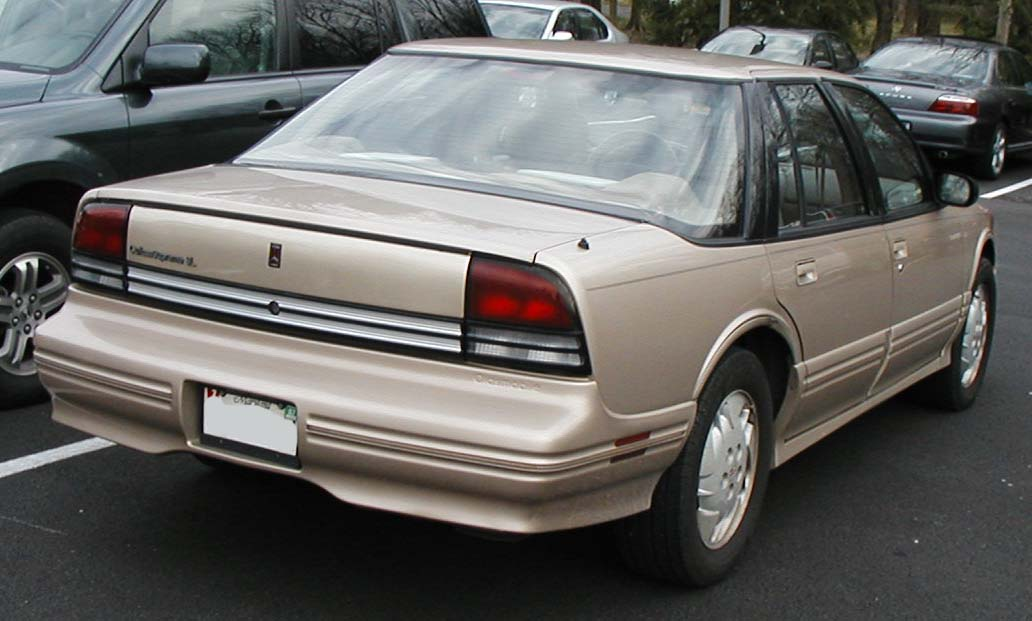
Oldsmobile Cutlass Supreme Sedan (1992–1997)

## Sportvarianten und Sporterfolge

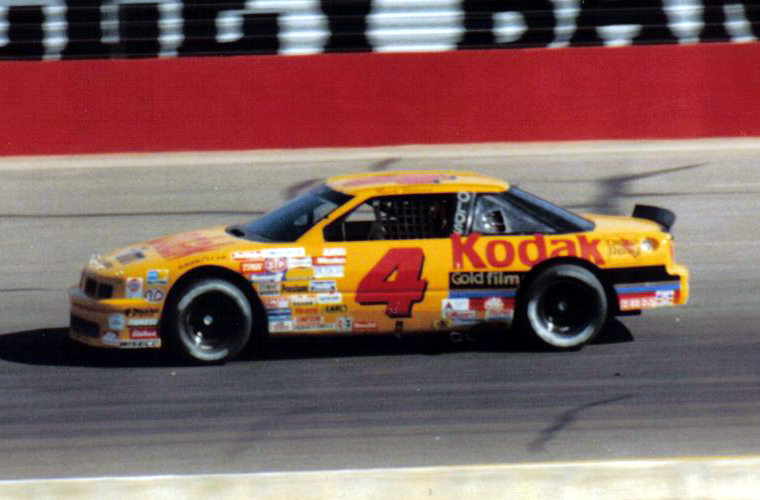
Oldsmobile Cutlass Supreme Coupé (1989) mit Rick Wilson

Nachdem der Cutlass Supreme keine stärkeren Motoren als der Cutlass mehr bot, wurden verschiedene Hochleistungsvarianten gefertigt:
- Oldsmobile 4-4-2
- Oldsmobile Hurst/Olds

Zeitweise war ein Cutlass Supreme Pace Car beim Indy-500-Rennen. Auch bei den NASCAR-Rennen waren Oldsmobile Cutlass Supreme beteiligt.